# کاترین سامبا-پانزا
کاترین سامبا-پانزا (انگلیسی: Catherine Samba-Panza؛ زادهٔ ۲۶ ژوئن ۱۹۵۴) یک سیاست‌مدار اهل جمهوری آفریقای مرکزی است.